# Ctenomys sociabilis
El tuco-tuco colonial o social es una especie de roedor histricomorfo de la familia Ctenomyidae que vive en madrigueras subterráneas en la comarca del parque nacional Nahuel Huapi, en la Patagonia argentina, y se caracteriza por presentar compleja estructura social, excepcional entre las más de 60 especies de tuco-tuco que son principalmente solitarias. En esta especie, varias hembras comparten una madriguera y cada una cuida a las crías de las otras, además los machos también participan activamente en el cuidado de las crías. 
La bióloga Elizabeth Hadly afirma que la adopción de un estilo de vida comunitario habría sido la clave para la supervivencia del roedor, ya que según la investigación de Yvonne Chan, hace unos 2600 años esta especie estuvo al punto de la extinción por una combinación de factores que incluyen la expansión de su competidora de mayor tamaño Ctenomys haigi junto con cambios geológicos y climáticos.
Como otros tuco-tucos, sus sentidos del oído y del olfato están muy desarrollados y tiene como principal depredador a los búhos. 
Dada su compleja estructura social y su distribución endémica y restringida, esta especie ha sido categorizada como "en peligro" para Argentina, mientras que la UICN la considera "en peligro crítico".

## Etimología
El epíteto específico proviene del latín y significa “sociable”.

## Nombre común
Tuco tuco colonial o social.

## Características
Al igual que otras especies del género Ctenomys, el tuco-tuco colonial es un roedor pequeño, de cuerpo rechoncho y cilíndrico, cabeza grande y robusta, ojos relativamente poco desarrollados, pabellón auricular muy reducido, cuello y cola cortos, y con los cuatro miembros bien desarrollados, especialmente los anteriores, provistos de fuertes garras que utiliza para excavar y crear los sistemas de madrigueras subterráneas en los cuales habita. Como la mayoría de las especies del género, los dientes incisivos tienen esmalte de color naranja en su cara anterior (externa).
En el contexto del género, se trata de una especie relativamente grande (masa corporal 180-234 g.); como en otros tuco-tucos, los machos suelen ser más grandes. La coloración del pelaje es dorsalmente ocráceo-leonada, con pelos negros dispersos en la mitad anterior del cuerpo, y ventralmente algo más clara. El tuco tuco colonial presenta una distintiva mancha de pelos rojizo-anaranjados a los lados de la nariz, y una mancha pálida entre los ojos y la nariz, que no siempre es visible.

## Comportamiento
Esta especie se destaca entre otras del mismo género por su comportamiento social. Los grupos, formados principalmente por hembras y juveniles, son estables y bien definidos; los individuos participan en tareas cooperativas tales como la excavación de los túneles, compartir el nido y cuidar a las crías durante la época reproductiva.

## Distribución
La especie es endémica de Argentina, con poblaciones puntuales en el valle superior del río Limay en la provincia de Neuquén, dentro del parque nacional Nahuel Huapi.

## Ecología
Habita ambientes terrestres abiertos incluyendo estepas, pastizales y arbustales.